# 채숙 도
채숙 도(蔡叔度)는 중국 서주 초기의 인물로, 주 무왕의 아우다. 형 관숙 선과 함께 성왕의 섭정 주공 단에 대항하는 삼감의 난을 일으켰다.

## 생애
서주 문왕과 태사의 다섯째아들로, 주 무왕과는 동복형제다. 무왕이 상나라를 무찌른 후, 채(蔡)에 봉해졌고 관(管)에 봉해진 관숙 선과 함께 주왕의 아들 무경을 보좌하며 상나라의 유민을 다스렸다.
무왕이 죽고 뒤를 이은 성왕이 어려 주공 단이 왕실을 전단하자, 관숙과 함께 주공의 정치에 불만을 품고 무경을 끌어들여 반란을 일으켰으나(삼감의 난), 주공 단에게 져서 무경과 관숙은 죽고 자신은 유배되어 수레 10승과 70여 명의 무리가 따라갔다.
이후 주나라는 삼감이 다스리던 상나라의 유민을 둘로 나누어, 무경의 봉국에는 새로 위나라를 봉건했고 일부를 이주시켜 송나라를 봉건했다.

## 가계
- 서주 문왕 (아버지)
- 태사 (어머니)
  - 백읍고 (형)
  - 서주 무왕
  - 관숙 선
  - 주공 단
  - 채숙 도
    - 채중 호 (아들)

  - 강숙 봉
  - 성숙 무
  - 곽숙 처
  - 담계 재
  - 조숙 진탁 (아우)